# Long Prairie
Long Prairie är administrativ huvudort i Todd County i delstaten Minnesota. Orten hade 3 458 invånare enligt 2010 års folkräkning.